# Wądzyn, Warmińsko-Mazurskie
Wądzyn [ˈvɔnd͡zɨn] (tiếng Đức: Wansen) là một ngôi làng thuộc khu hành chính của Gmina Dąbrówno, thuộc huyện Ostródzki, Warmińsko-Mazurskie, ở miền bắc Ba Lan. Nó cách Dąbrówno khoảng 2 kilômét (1 mi) về phía nam, cách Ostróda 32 km (20 mi) về phía nam  và cách thủ phủ khu vực Olsztyn 52 km (32 mi) về phía tây nam.
Ngôi làng có dân số 250 người.